# Digitaria perrottetii
Digitaria perrottetii là một loài thực vật có hoa trong họ Hòa thảo. Loài này được (Kunth) Stapf mô tả khoa học đầu tiên năm 1919.